# Женская сборная СССР по баскетболу
Женская сборная СССР по баскетболу — женская сборная команда Советского Союза, представлявшая эту страну на международных баскетбольных соревнованиях вплоть до её распада в 1991 году.

## Команда
Одна из сильнейших команд мира на протяжении 1950-х — 1980-х годов. Завоёвывала медали на всех 3 Олимпиадах, в которых приняла участие: 2 золота и 1 бронза (женский баскетбол был впервые включен в программу летних Олимпийских игр только в 1976 году).
Женская сборная СССР по баскетболу дебютировала на международной арене на чемпионате Европы по баскетболу 1950 года, который сразу и выиграла.
Из всех турниров, в которых женская сборная СССР по баскетболу принимала участие, только один раз на чемпионат мира 1990 года она осталась без медалей. После вступления СССР в ФИБА она три раза пропускала международные соревнования: чемпионаты мира по баскетболу 1953 и 1979 годов, а также Олимпийские игры в Лос-Анджелесе 1984 года (в связи с бойкотом).
Женская сборная СССР по баскетболу установила уникальное достижение: начиная с 1960 года сборная СССР семнадцать раз подряд выиграла Чемпионат Европы по баскетболу.
Тренер, с которым связаны многолетние успехи советского женского баскетбола на международной арене — Лидия Алексеева.

## Результат

### Олимпийские игры
- 1976  1°
- 1980  1°
- 1988  3°

### Чемпионат мира по баскетболу среди женщин
- 1957   2°
- 1959  1°
- 1964  1°
- 1967  1°
- 1971  1°
- 1975  1°
- 1983  1°
- 1986   2°
- 1990 5°

### Чемпионат Европы по баскетболу среди женщин
- 1950  1°
- 1952  1°
- 1954  1°
- 1956  1°
- 1958  2°
- 1960  1°
- 1962  1°
- 1964  1°
- 1966  1°
- 1968  1°
- 1970  1°
- 1972  1°
- 1974  1°
- 1976  1°
- 1978  1°
- 1980  1°
- 1981  1°
- 1983  1°
- 1985  1°
- 1987  1°
- 1989  1°
- 1991  1°